# 田村丈
田村 丈（たむら じょう、1992年11月20日 - ）は、兵庫県尼崎市出身の元プロ野球選手（投手）。右投右打。元アメリカンフットボール選手（ワイドレシーバー）。

## 経歴

### プロ入り前
関大北陽高校では1年まで内野手をやっていたが、2年になって投手に転向した。甲子園出場はなし。
関西学院大学では1年時から登板機会があったが、その後は腰のケガなどもあって戦線を離れる期間が長く、リーグ通算は11試合に登板、0勝2敗、防御率3.57。4年時に横浜DeNAベイスターズと広島東洋カープの入団テストを受験したが、不合格となった。その後大学を留年してトレーニングジムに通い、再び横浜DeNAベイスターズの入団テストを受験し合格。2015年のプロ野球ドラフト会議で横浜DeNAベイスターズから育成3巡目指名を受け、11月15日に支度金300万円、年俸360万円で（金額は推定）で仮契約した。背番号は「103」。

### DeNA時代
2016年、2軍で8試合に登板し2勝1敗、防御率4.09。
2017年、主に先発として2軍で18試合に登板し3勝8敗、防御率4.78だった。
2018年、中継ぎに転向すると、2軍戦で好投を重ね、7月26日に支配下登録されることが発表された。背番号は「92」。8月1日に一軍登録されると、対読売ジャイアンツ16回戦（横浜スタジアム）で一軍デビューを果たした。秋には台湾のウィンターリーグに参加するも、その際に投球フォームを崩す。
2019年、一軍キャンプに呼ばれるも、イップスっぽくなったと語る。5月になるとストレスで十二指腸潰瘍を発症し入院。そのまま一軍登板はなく、10月1日に戦力外通告を受けた。10月21日に現役引退を表明した。

### 現役引退後
2020年からは、横浜DeNAベイスターズが運営するベースボールクラブのコーチに就任。それと並行して、国吉佑樹の自主トレに参加するなどして筋肉トレーニングを行っていた。
2021年7月2日、自身のInstagramにおいて選手時代を含めて5年半在籍した横浜DeNAベイスターズを退社した事を発表。

### アメリカンフットボール転向
2021年、元DeNAでイコールワン福岡SUNSのチーム関係者である山下峻からの推薦を受けトライアウトを受験し、合格。ワイドレシーバーとしてチームに加入した。背番号はベイスターズ時代と同じ「92」。
9月11日のXリーグ第2節のアズワンブラックイーグルス戦で初レシーブを記録、14ヤードを獲得した。
2024年1月1日に自身のSNS上で福岡SUNSからの退団を発表した。
福岡SUNS退団後は2023年8月から立ち上げていた一般社団法人アスリートプロの代表理事を務める。また、2024年にスカウトされたのを機に福岡県内でモデル活動をしている。

## 野球選手としての特徴・人物
最速151km/hのストレートと、フォークなどが持ち球。
入団テストでは50メートル5秒6をマークするなど、野手を含めてもチーム1、2を争うほどの俊足の持ち主。関西学院大学時代の後輩の近本光司も「丈さんには負けてました」と話している。
また、アメリカンフットボール転向した際に関西学院大学在学時代にアメリカンフットボール部からスカウトを受けていた事を明かした。

## 詳細情報

### 年度別投手成績
| 年 度    | 球 団    | 登 板 | 先 発 | 完 投 | 完 封 | 無 四 球 | 勝 利 | 敗 戦 | セ 丨 ブ | ホ 丨 ル ド | 勝 率 | 打 者 | 投 球 回 | 被 安 打 | 被 本 塁 打 | 与 四 球 | 敬 遠 | 与 死 球 | 奪 三 振 | 暴 投 | ボ 丨 ク | 失 点 | 自 責 点 | 防 御 率 | W H I P |
| -------- | -------- | ----- | ----- | ----- | ----- | -------- | ----- | ----- | -------- | ----------- | ----- | ----- | -------- | -------- | ----------- | -------- | ----- | -------- | -------- | ----- | -------- | ----- | -------- | -------- | ------- |
| 2018     | DeNA     | 1     | 0     | 0     | 0     | 0        | 0     | 0     | 0        | 0           | ----  | 6     | 1.0      | 3        | 0           | 0        | 0     | 0        | 0        | 0     | 0        | 2     | 2        | 18.00    | 3.00    |
| NPB：1年 | NPB：1年 | 1     | 0     | 0     | 0     | 0        | 0     | 0     | 0        | 0           | ----  | 6     | 1.0      | 3        | 0           | 0        | 0     | 0        | 0        | 0     | 0        | 2     | 2        | 18.00    | 3.00    |

### 記録
- 初登板：2018年8月1日、対読売ジャイアンツ16回戦（横浜スタジアム）、9回表に4番手で救援登板・完了、1回2失点

### 背番号
- 103 （2016年 - 2018年7月31日[18]）
- 92 （2018年7月31日[18] - 2019年）